# Grüne Bildungswerkstatt
Die Grüne Bildungswerkstatt (GBW) war bis 2017 die politische Bildungseinrichtung der österreichischen Partei Die Grünen – Die Grüne Alternative. Sie war als Verein dezentral organisiert und bestand aus mehreren Bundesländer-Vereinen. Die GBW war Mitglied der Green European Foundation.
Mit dem Wiedereinzug der Grünen in den Nationalrat wurde 2020 die Freda – die Grüne Zukunftsakademie als Nachfolgeorganisation gegründet.

## Ziele
Die Grüne Bildungswerkstatt geht davon aus, dass „die Welt nicht zufällig so ist, wie sie ist“, sondern dass die Umwelt permanent von Menschen umgebaut, gestaltet und verändert wird. Sie beschäftigt sich daher mit den Auswirkungen dieser permanenten Umgestaltung auf die sozialen, ökologischen und ökonomischen Grundlagen der Menschen. Zu diesem Zweck fördert die GBW politische Bildung, finanziert und organisiert unterschiedliche Veranstaltungen (Podiumsdiskussionen, Seminare etc.) zu politischen Themen und gibt Bücher und Broschüren heraus.

## Geschichte
Am 3. Mai 1987 wurde auf dem Kulturgelände Nonntal in Salzburg in einer konstituierenden Generalversammlung die Grüne Bildungswerkstatt (Bildungsakademie der Grünen Alternative) errichtet. Erster Bundesobmann war der Grödinger Gemeinderat und spätere Landtagsabgeordnete Christian Burtscher. Neben der Bundesorganisation wurden auch zehn Landesvereine der Grünen Bildungswerkstatt gegründet (neun Bundesländer plus ethnische Minderheiten).
Die GWB war somit von Anfang an dezentral organisiert, die Bundesländer-Vereine wählten alle zwei Jahre aus ihren Reihen den Bundesvorstand wählen. Sitz war Wien.
Bei der Wahl zum Nationalrat am 15. Oktober 2017 schieden Die Grünen – Grüne Alternative aus dem Nationalrat aus. Dadurch konnte die GWB ab 2018 keine Parteienfördermittel als Parteiakademie mehr beziehen. Im November 2017 beschlossen die Mitglieder den Abschluss der mit Bundesfördermitteln finanzierten Bildungsaktivitäten, die Auflösung des Bürostandorts des Bundesvereins und Verkauf des Anlagevermögens. Die Bundesländer-Vereine blieben bestehen.
2020 wurde die Parteiakademie FREDA auf Bundesebene als Nachfolgerin der Grünen Bildungswerkstatt gegründet.